# Mus cervicolor
Mus cervicolor es una especie de roedor miomorfo de la familia de 
los múridos.

## Distribución geográfica
Se encuentra en Camboya, India, posiblemente Indonesia, Laos, Birmania, Nepal, Tailandia, y Vietnam.